# Ларсен, Мю
Мю Ла́рсен (дат. My Larsen, урождённая Мю Хо́ллингер, дат. My Hollinger, известна также как Мю Хо́ллингер Ла́рсен, дат. My Hollinger Larsen; род. 9 февраля 1999, Гентофте, Копенгаген) — датская кёрлингистка.
В составе женской команды Дании участница зимних Олимпийских игр 2022, женского чемпионата мира 2021, чемпионка Европы (2022). В составе смешанной команды Дании участница чемпионата мира среди смешанных команд 2019.
Играет на позиции первого.

## Достижения
- Чемпионат Европы по кёрлингу: золото (2022).
- Чемпионат Дании по кёрлингу среди женщин: золото (2020, 2022, 2023, 2024).
- Чемпионат Дании по кёрлингу среди юниоров: золото (2016, 2019, 2020).

## Команды
| Сезон                          | Четвёртый       | Третий                        | Второй            | Первый              | Запасной                                                     | Турниры                                                                     |
| ------------------------------ | --------------- | ----------------------------- | ----------------- | ------------------- | ------------------------------------------------------------ | --------------------------------------------------------------------------- |
| 2015—16                        | Матильда Хальсе | Elizabeth Søndergaard-Nielsen | Anna Solberg      | Мю Холлингер Ларсен | Габриэлла Квист тренер: Аре Сольберг                         | ЧДЮ 2016 · ЧМЮ (гр. Б) 2016 (12 место)                                      |
| 2018—19                        | Матильда Хальсе | Ясмин Ландер                  | Габриэлла Квист   | Мю Холлингер Ларсен | Julie Jørgensen (ЧМЮ-Б) тренеры: Микаэль Квист, Ульрик Шмидт | ЧДЮ 2019 · ЧМЮ (гр. Б) 2019 (янв.) (5 место)                                |
| 2019—20                        | Матильда Хальсе | Ясмин Ландер                  | Karolina Jensen   | Мю Холлингер Ларсен | Габриэлла Квист тренер: Микаэль Квист                        | ЧЕ 2019 (7 место) · ЧМЮ (гр. Б) 2019 (дек.) · ЧДЮ 2020 · ЧМЮ 2020 (6 место) |
| 2020—21                        | Мадлен Дюпон    | Матильда Хальсе               | Дениз Дюпон       | Лина Кнудсен        | Мю Ларсен тренер: Хизер Роджерс                              | ЧМ 2021 (5 место)                                                           |
| 2021—22                        | Мадлен Дюпон    | Матильда Хальсе               | Дениз Дюпон       | Мю Ларсен           | Ясмин Ландер тренер: Хизер Роджерс                           | ЧЕ 2021 (8 место) ЗОИ 2022 (9 место) ЧМ 2022 (6 место)                      |
| 2022—23                        | Мадлен Дюпон    | Матильда Хальсе               | Дениз Дюпон       | Мю Ларсен           | Ясмин Ландер тренер: Ульрик Шмидт (ЧЕ, ЧМ)                   | ЧЕ 2022 · ЧДЖ 2023 · ЧМ 2023 (11 место)                                     |
| 2023—24                        | Мадлен Дюпон    | Матильда Хальсе               | Ясмин Ландер      | Мю Ларсен           | Дениз Дюпон тренер: Ульрик Шмидт                             | ЧЕ 2023 (7 место)                                                           |
| 2023—24                        | Мадлен Дюпон    | Матильда Хальсе               | Дениз Дюпон       | Мю Ларсен           | Ясмин Ландер тренер: Ульрик Шмидт (ЧМ)                       | ЧДЖ 2024 · ЧМ 2024 (6 место)                                                |
| 2024—25                        | Мадлен Дюпон    | Матильда Хальсе               | Дениз Дюпон       | Мю Ларсен           | Ясмин Хольтерман тренер: Ульрик Шмидт                        | ЧЕ 2024 (5 место) ЧМ 2025 (7 место)                                         |
| Кёрлинг среди смешанных команд |                 |                               |                   |                     |                                                              |                                                                             |
| 2019—20                        | Тобиас Туне     | Ясмин Ландер                  | Хенрик Хольтерман | Мю Ларсен           |                                                              | ЧМСК 2019 (5 место)                                                         |

(скипы выделены полужирным шрифтом)